# Vincitori del Palio di Siena (XXI secolo)
Di seguito l'elenco dei vincitori del Palio di Siena nel XXI secolo.
| Anno                                                                             | Contrada     | Fantino                             | Cavallo             | Note |
| -------------------------------------------------------------------------------- | ------------ | ----------------------------------- | ------------------- | --- |
| 2 luglio 2001                                                                    | Leocorno     | Luigi Bruschelli detto Trecciolino  | Ugo Sancez (scosso) | Palio dedicato a Pietro Andrea Mattioli                                                                                          |
| 16 agosto 2001                                                                   | Drago        | Luca Minisini detto Dé              | Zodiach             | - |
| 2 luglio 2002                                                                    | Istrice      | Luca Minisini detto Dé              | Ugo Sancez          | - |
| 16 agosto 2002                                                                   | Tartuca      | Luigi Bruschelli detto Trecciolino  | Berio               | - |
| 2 luglio 2003                                                                    | Selva        | Antonio Villella detto Sgaibarre    | Zodiach             | Palio dedicato a sant'Ansano, patrono di Siena                                                                                   |
| 16 agosto 2003                                                                   | Bruco        | Luigi Bruschelli detto Trecciolino  | Berio               | Palio dedicato a Duccio di Buoninsegna                                                                                           |
| 2 luglio 2004                                                                    | Giraffa      | Alberto Ricceri detto Salasso       | Donosu Tou (scosso) | Palio dedicato al 60º anniversario della Liberazione di Siena                                                                    |
| 16 agosto 2004                                                                   | Tartuca      | Luigi Bruschelli detto Trecciolino  | Alesandra           | - |
| 2 luglio 2005                                                                    | Bruco        | Luigi Bruschelli detto Trecciolino  | Berio               | Palio dedicato a papa Pio II |
| 16 agosto 2005                                                                   | Torre        | Luigi Bruschelli detto Trecciolino  | Berio               | La Civetta diviene nonna |
| 2 luglio 2006                                                                    | Pantera      | Andrea Mari detto Brio              | Choci               | Palio dedicato al 6º centenario della nascita di Sano di Pietro                                                                  |
| 16 agosto 2006                                                                   | Selva        | Alberto Ricceri detto Salasso       | Caro Amico          | Palio dedicato all'UNESCO per il 60º anniversario dell'Onu                                                                       |
| 2 luglio 2007                                                                    | Oca          | Giovanni Atzeni detto Tittìa        | Fedora Saura        | Palio dedicato al volontariato                                                                                                   |
| 16 agosto 2007                                                                   | Leocorno     | Jonatan Bartoletti detto Scompiglio | Brento              | - |
| 2 luglio 2008                                                                    | Istrice      | Luigi Bruschelli detto Trecciolino  | Già del Menhir      | Palio dedicato alle Figlie della Carità                                                                                          |
| 16 agosto 2008                                                                   | Bruco        | Giuseppe Zedde detto Gingillo       | Elisir Logudoro     | - |
| 2 luglio 2009                                                                    | Tartuca      | Giuseppe Zedde detto Gingillo       | Già del Menhir      | Palio dedicato al 7º centenario del costituto del Comune di Siena                                                                |
| 16 agosto 2009                                                                   | Civetta      | Andrea Mari detto Brio              | Istriceddu          | Palio dedicato alla canonizzazione del beato Bernardo Tolomei La Lupa diviene nonna                                              |
| 2 luglio 2010                                                                    | Selva        | Silvano Mulas detto Voglia          | Fedora Saura        | Palio dedicato al 750º anniversario della battaglia di Montaperti                                                                |
| 16 agosto 2010                                                                   | Tartuca      | Luigi Bruschelli detto Trecciolino  | Istriceddu          | Palio dedicato al 6º centenario della nascita di Lorenzo di Pietro                                                               |
| 2 luglio 2011                                                                    | Oca          | Giovanni Atzeni detto Tittìa        | Mississippi         | Palio dedicato al 150º anniversario dell'Unità d'Italia                                                                          |
| 16 agosto 2011                                                                   | Giraffa      | Andrea Mari detto Brio              | Fedora Saura        | Palio dedicato al 7º centenario della collocazione della Maestà di Duccio di Buoninsegna sull'altare maggiore del Duomo di Siena |
| 2 luglio 2012                                                                    | Onda         | Luigi Bruschelli detto Trecciolino  | Ivanov              | Palio dedicato al 8º centenario della visita di san Francesco d'Assisi                                                           |
| 16 agosto 2012                                                                   | Valdimontone | Jonatan Bartoletti detto Scompiglio | Lo Specialista      | - |
| 2 luglio 2013                                                                    | Oca          | Giovanni Atzeni detto Tittìa        | Guess               | - |
| 16 agosto 2013                                                                   | Onda         | Giovanni Atzeni detto Tittìa        | Morosita Prima      | - |
| 2 luglio 2014                                                                    | Drago        | Alberto Ricceri detto Salasso       | Oppio               | Palio dedicato al 70º anniversario della Liberazione di Siena                                                                    |
| 16 agosto 2014                                                                   | Civetta      | Andrea Mari detto Brio              | Occolè              | Palio dedicato al 1º centenario della nascita di Mario Luzi                                                                      |
| 2 luglio 2015                                                                    | Torre        | Andrea Mari detto Brio              | Morosita Prima      | Palio dedicato alla devozione alle Sacre Particole di Siena                                                                      |
| 17 agosto 2015                                                                   | Selva        | Giovanni Atzeni detto Tittìa        | Polonski            | Palio dedicato a Terra di Siena, Terra d'Europa Rinviato al 17 per pioggia                                                       |
| 2 luglio 2016                                                                    | Lupa         | Jonatan Bartoletti detto Scompiglio | Preziosa Penelope   | Palio dedicato alla Divina Misericordia L'Aquila diviene nonna                                                                   |
| 16 agosto 2016                                                                   | Lupa         | Jonatan Bartoletti detto Scompiglio | Preziosa Penelope   | Palio dedicato al 70º anniversario del suffragio femminile Cappotto della Lupa                                                   |
| 2 luglio 2017                                                                    | Giraffa      | Jonatan Bartoletti detto Scompiglio | Sarbana             | Palio dedicato al 2º centenario del Teatro dei Rozzi                                                                             |
| 16 agosto 2017                                                                   | Onda         | Carlo Sanna detto Brigante          | Porto Alabe         | Palio dedicato al 2º centenario della nascita di Giovanni Dupré                                                                  |
| 2 luglio 2018                                                                    | Drago        | Andrea Mari detto Brio              | Rocco Nice          | - |
| 16 agosto 2018                                                                   | Lupa         | Giuseppe Zedde detto Gingillo       | Porto Alabe         | - |
| 20 ottobre 2018                                                                  | Tartuca      | Andrea Coghe detto Tempesta         | Remorex (scosso)    | Palio straordinario per il 1º centenario della fine della prima guerra mondiale                                                  |
| 2 luglio 2019                                                                    | Giraffa      | Giovanni Atzeni detto Tittìa        | Tale e Quale        | - |
| 16 agosto 2019                                                                   | Selva        | Giovanni Atzeni detto Tittìa        | Remorex (scosso)    | - |
| I Palii del 2020 e del 2021 non vennero corsi a causa della pandemia di COVID-19 |              |                                     |                     | |
| 2 luglio 2022                                                                    | Drago        | Giovanni Atzeni detto Tittìa        | Zio Frac            | Palio dedicato ai 75 anni della fondazione del Comitato Amici del Palio                                                          |
| 17 agosto 2022                                                                   | Leocorno     | Giovanni Atzeni detto Tittìa        | Violenta da Clodia  | Rinviato al 17 per pioggia |
| 2 luglio 2023                                                                    | Selva        | Giovanni Atzeni detto Tittìa        | Violenta da Clodia  | - |
| 16 agosto 2023                                                                   | Oca          | Carlo Sanna detto Brigante          | Zio Frac (scosso)   | - |
| 4 luglio 2024                                                                    | Onda         | Carlo Sanna detto Brigante          | Tabacco             | Palio dedicato all'80° anniversario della Liberazione di Siena Rinviato al 4 per pioggia                                         |
| 17 agosto 2024                                                                   | Lupa         | Dino Pes detto Velluto              | Benitos             | Rinviato al 17 per pioggia |
| 3 luglio 2025                                                                    | Oca          | Giovanni Atzeni detto Tittìa        | Diodoro             | Palio dedicato ai 500 anni dell'Accademia degli Intronati Rinviato al 3 per pioggia                                              |
| 16 agosto 2025                                                                   | Valdimontone | Giuseppe Zedde detto Gingillo       | Anda e Bola         | - |